# Nodo (circuitos)

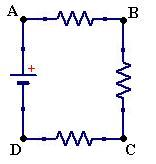
Circuito con nodos A, B, C y D.

En ingeniería eléctrica y electrónica, un nodo es un punto donde dos o más elementos o ramas de un circuito cerrado tienen una conexión común. Corresponde a una unión de alambres hechos de material conductor que poseen una resistencia eléctrica cercana a cero. Esquemáticamente, el nodo es representado por un punto "•".
Es fácil hallar un nodo usando la ley de Ohm o aplicando la ley de Kirchhoff de corrientes teniendo en cuenta las corrientes que entran a un nodo, atendidendo a variables como la impedancia que comparte el nodo con respecto al voltaje que cae sobre el nodo. Cuando miramos el esquema de un circuito, los cables ideales tienen una resistencia de cero (esto no pasa en la vida real, pero es una buena aproximación). Si se asume que no hay cambio de potencial en cualquier parte del cable, todo el cable entre cualquier componente de un circuito es considerado parte del mismo nodo. Así para un circuito cuyos conductores se consideren materiales óhmicos, la ley de Ohm establece que entre dos puntos cualesquiera se tiene que:

{\displaystyle V=I\cdot R\;}

donde V es la tensión eléctrica (voltaje) entre los puntos, I es la intensidad de corriente de un punto a otro y R la resistencia entre los dos puntos. Cuando la resistencia es 0, reemplazamos:

{\displaystyle V_{ab}=I\cdot 0=0\;}

Así que en cualquiera de los dos puntos del mismo cable, su tensión será 0. Además, el cable tendrá la misma tensión para los elementos conectados al nodo.
En muchos de los casos, la diferencia de potencial entre un punto en una pieza de metal (como el cable de cobre), y la tensión en otro punto de la misma pieza de metal es tan pequeña que muchas veces es considerada insignificante. Así que el metal puede ser 
considerado como parte del nodo.
Lo nodos de la misma forman fungen como base para diferenciación de segmentos de circuito, como es el caso de las ramas y el propio lazo cerrado

Cada color en el circuito de arriba es un nodo